# 巴比祿
株式會社巴比祿（BUFFALO INC.），簡稱巴比祿，亦譯為水牛牌，是總部位在日本愛知縣名古屋市的電腦周邊設備製造公司，Melco控股集團子公司。
業務以數位家電及電腦周邊機器的開發、製造、販賣為主另有玄人志向品牌。
1978年公司成立，80年代生產電子抹除式可複寫唯讀記憶體相關的電腦零件，並設立美國德州分公司，21世紀後跨足wifi網路產品。
2017年，消息指出退出亞太地區市場。包括台灣。事實上，此款硬碟多在日本國內銷售。而其特殊的加密設計，休眠斷開，也是中小企業所青睞。

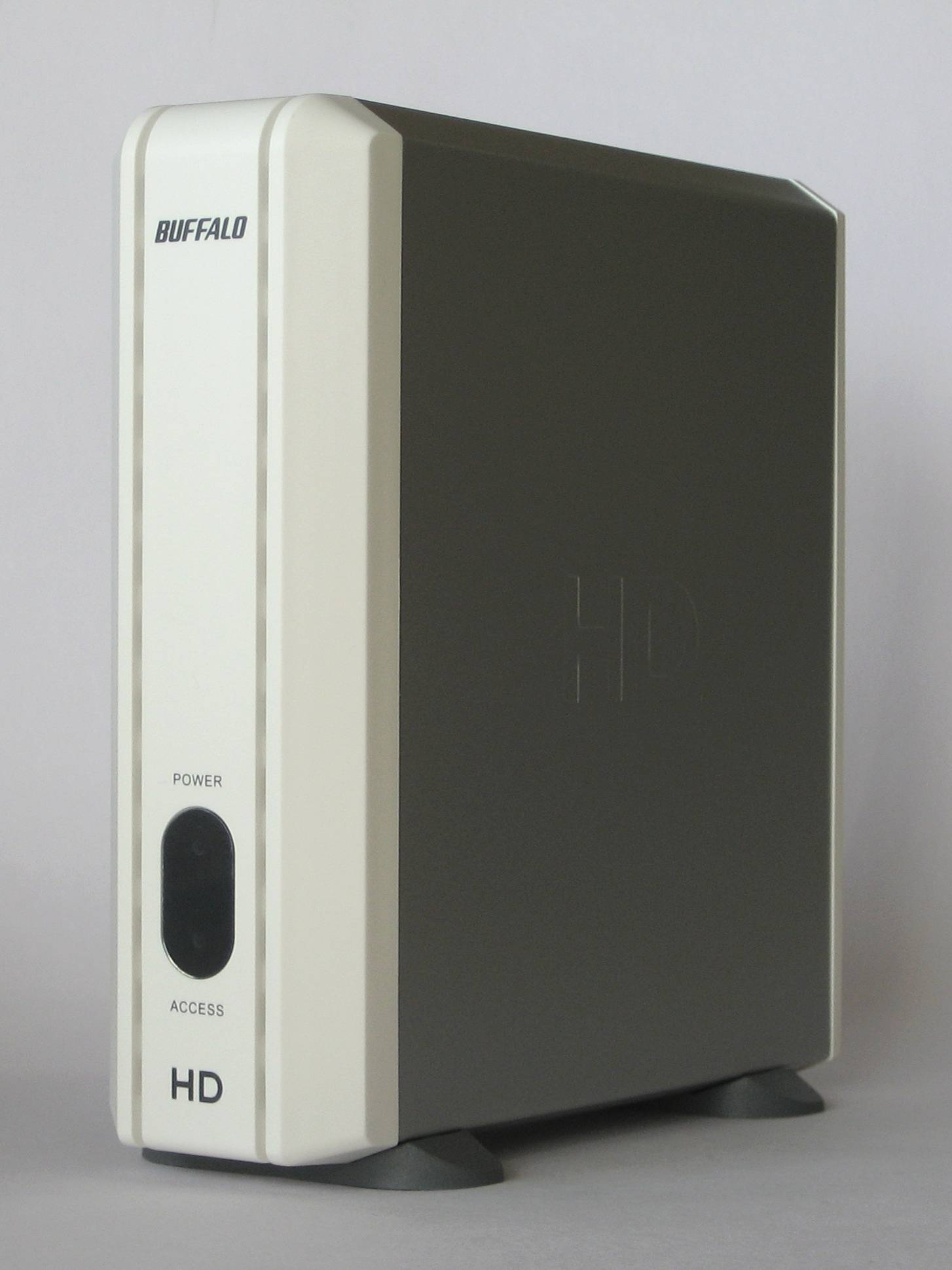
家用網路硬碟
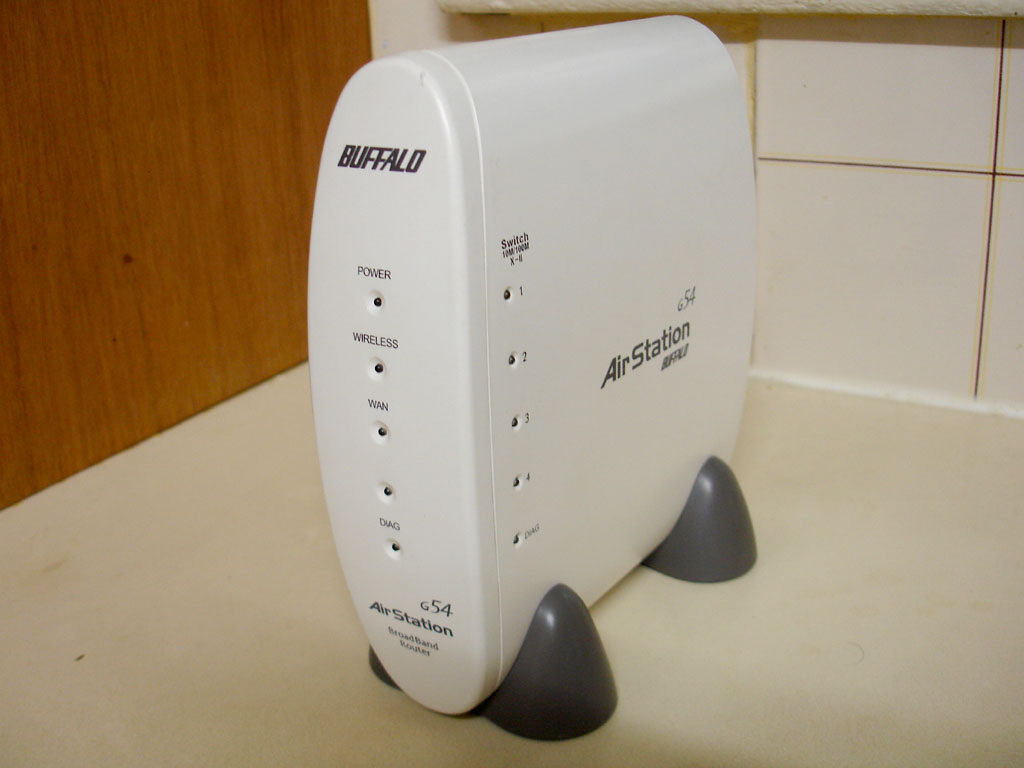
家用網路基地台
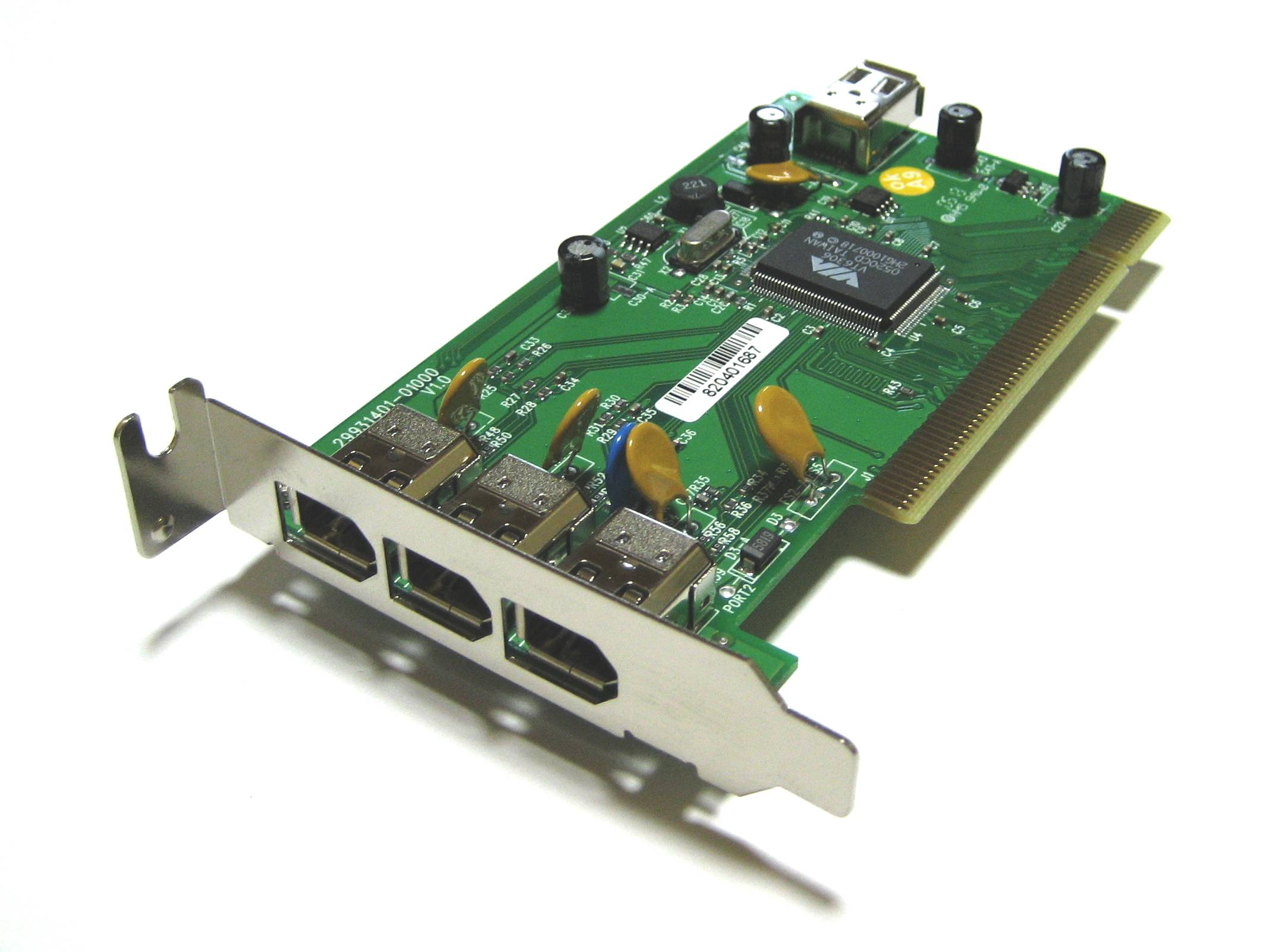
IEEE1394升級卡
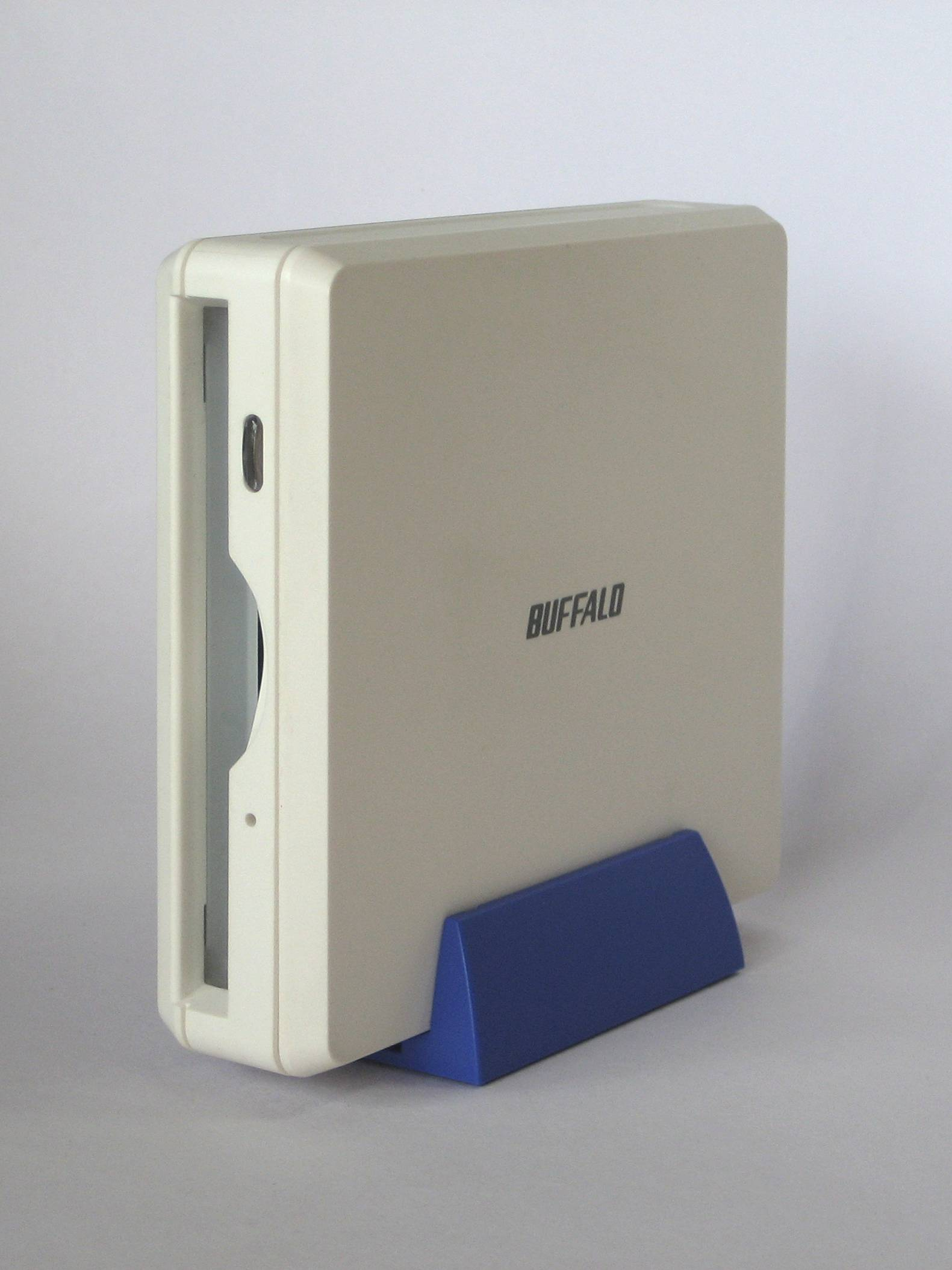
MO磁光機(640mb)
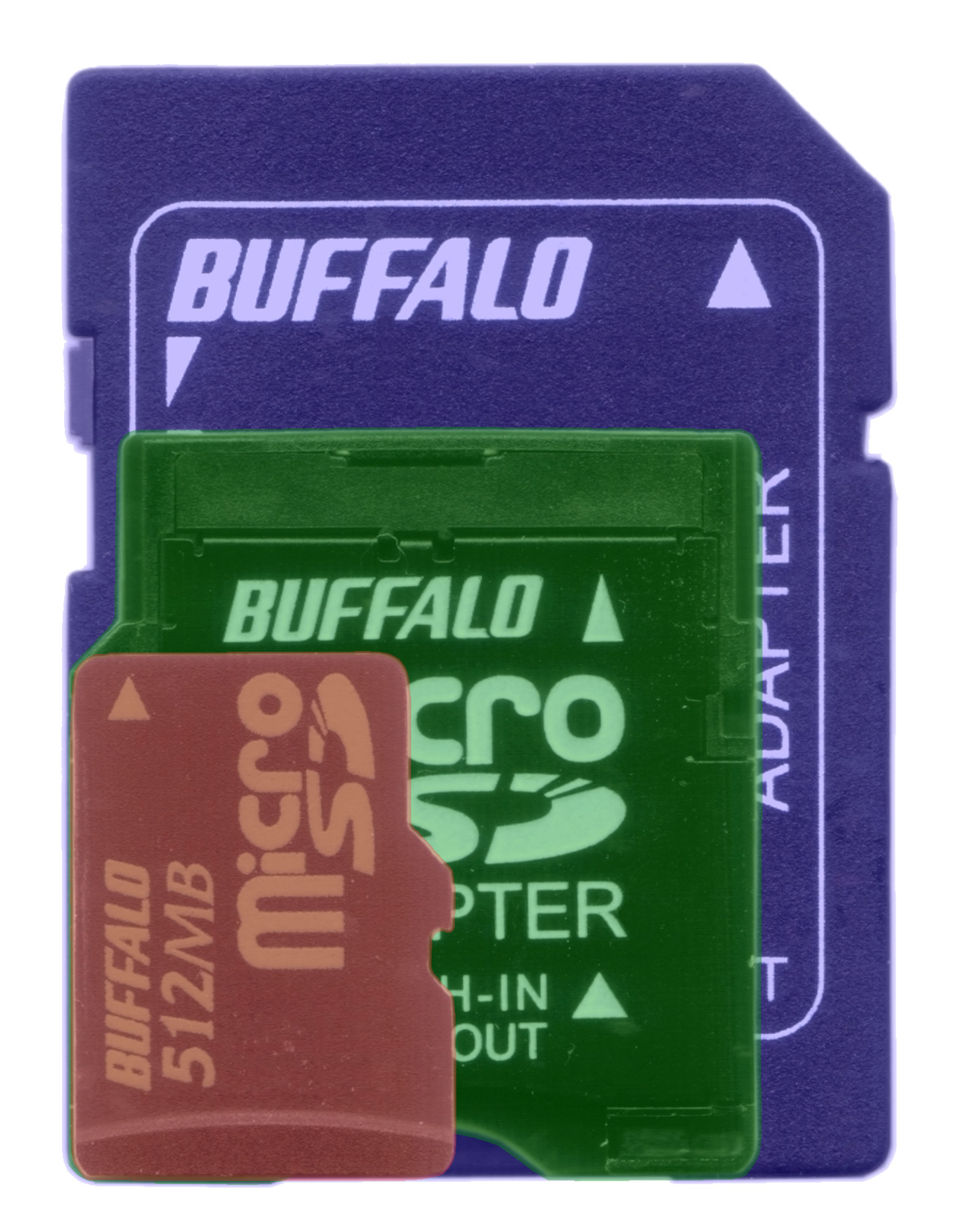
記憶卡
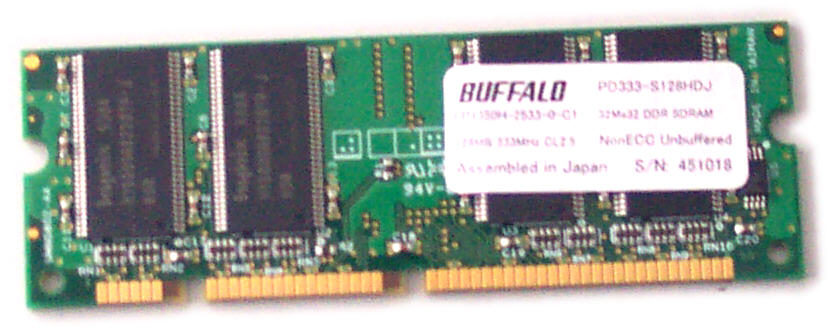
筆電用記憶體

## 外部連結
- 巴比祿官方網站 （页面存档备份，存于）